# World (canção de James Brown)
"World" é uma canção de James Brown. Foi lançada como single de duas partes em 1969 pela King Records e alcançou o número 8 da parada R&B e número 37 da parada Pop.